# Rebecka Törnqvist

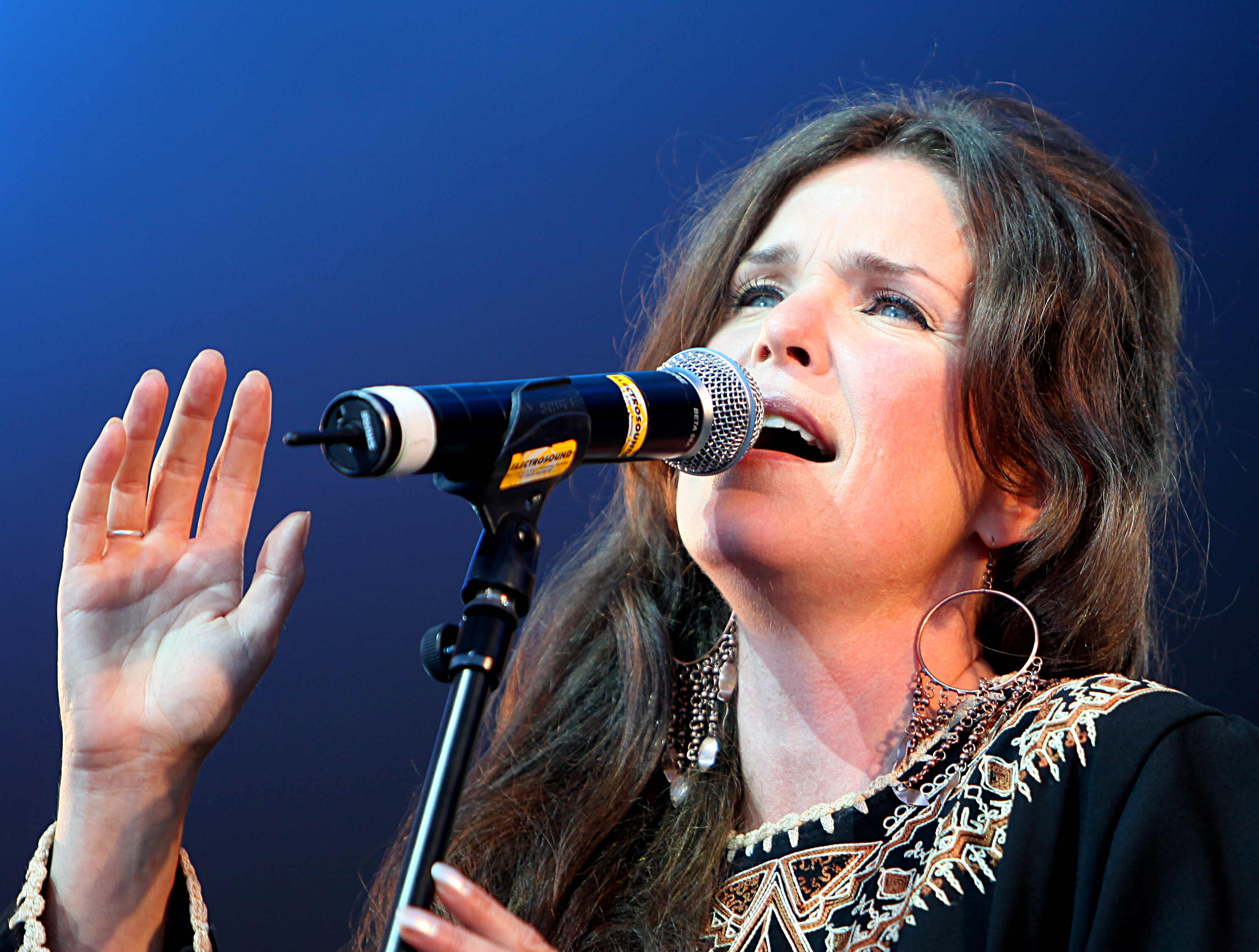
Rebecka Törnqvist (2009)

Rebecka Maria Törnqvist (* 26. April 1964 in Uppsala, Schweden) ist eine schwedische Pop- und Jazz-Sängerin.

## Leben
Rebecka Törnqvist wurde als Tochter einer Lehrerin und Journalistin und eines Physikers und Musikers in der schwedischen Universitätsstadt Uppsala geboren. Da ihr Vater für die Entwicklungshilfe-Organisation SIDA in Afrika eingesetzt war, verbrachte sie als kleines Mädchen einige Zeit in Lesotho und eine längere Zeitspanne in Kenia. Dort lernte sie Englisch zu sprechen und der Musik Ostafrikas zu lauschen. Letztere war das Steckenpferd ihres Vaters, der gerne mit Einheimischen musizierte oder ihnen selbst zuhörte. Die so geprägte Tochter wurde mit Beginn der Schulpflicht auf ein schwedisches Internat geschickt. Fortan sog sie auch die populären Musikstile auf.
Zur Musikerin geworden, sang sie in Jazzclubs, ehe im Herbst 1993 ihr Debütalbum A Night Like This erschien, das eine Mischung aus Jazz und Pop darstellt und 100.000 Käufer fand, was Platin bedeutete. Trotz fünf Nominierungen für den schwedischen Grammy erhielt sie einen als beste Popsängerin (1996) erst für ihr zweites Album Good Thing, das im Herbst 1995 erschien und vergoldet wurde. Das poplastige und bluesdurchtränkte Album war ein Radioerfolg und öffnete die Märkte aller (bewohnten) Kontinente für die neue skandinavische Künstlerin. Waren schon auf dem Debüt verschiedene schwedische Elite-Jazzer als Gäste vertreten, wie Esbjörn Svensson, Anders Widmark und Per „Texas“ Johansson, so ist ihr 1996er Album Stockholm Kaza Session ein reines Jazzalbum, an dem der Saxophonist Johansson maßgeblichen Anteil hat. 1998 wurde Tremble My Heart veröffentlicht, das nun wiederum die Pop/Jazz-Mischung liebende Klientel bedient. Ihr ständiger Mentor Pål Svenre war zwar der Produzent geblieben, hatte sich aber aus dem Songwritingprozess herausgehalten, wodurch Törnqvist eine tiefere Innigkeit zu ihrem Werk hegte.
1999 war sie an der Bildung der von Lars Halapi angeführten Band Gloria beteiligt. Mit der ebenfalls dazugehörenden Singer-Songwriter-Kollegin Sara Isaksson, die später analog zu Törnqvist auch mit Anders Widmark zusammenarbeite, verstand sie sich gut. Die Sympathie mündete im Oktober 2006 in ein gemeinsames Album, auf dem Steely-Dan-Lieder akustisch dargeboten werden. Eines der Lieder wird – und noch einmal zeigt sich die Vernetzung mit der Jazz-Szene – von Per „Texas“ Johansson auf Oboe und Saxophon begleitet. 2001 produzierte Halapi das nächste Album Törnqvists. Darauf präsentiert sie ihre Lieder erstmals in schwedischer Sprache. Weitere in ihrer Landessprache gesungene Lieder erschienen 2005 auf zwei Konzeptkompilationen. Ein zweites Album von Gloria erschien 2003, diesem folgte 2004 das in den schwedischen Charts auf der persönlichen Bestmarke #10 notierte Solowerk Travel Like in Songs. In Zweijahres-Abständen wurden Melting into Orange und The Cherry Blossom and the Skyline Rising from the Street veröffentlicht. Beide Male übernahm Johan Lindström, der auf Tremble My Heart an den Arrangements mitgearbeitet und Gitarre gespielt hatte, die Produzententätigkeit. Am Pop versuchte sich Törnqvist Anfang 2011 noch einmal beim Album Scorpions. Mit Position 25 in den schwedischen Charts lag es nur knapp unter dem Durchschnittswert der Vorgängeralben, aber es fiel verhältnismäßig früh, nach zwei Wochen bereits, ganz heraus.

## Diskografie

### Alben
| Jahr | Titel Musiklabel                                       | Höchstplatzierung, Gesamtwochen, AuszeichnungChartsChartplatzierungen (Jahr, Titel, Musiklabel, Platzierungen, Wochen, Auszeichnungen, Anmerkungen) | Anmerkungen               |
| Jahr | Titel Musiklabel                                       | SE | Anmerkungen               |
| ---- | ------------------------------------------------------ | --- | ------------------------- |
| 1993 | A Night Like This EMI                                  | SE4 Platin · (26 Wo.)SE |                           |
| 1995 | Good Thing EMI                                         | SE1 Gold · (27 Wo.)SE |                           |
| 1996 | The Stockholm Kaza Session EMI                         | SE12 (7 Wo.)SE | mit Per „Texas“ Johansson |
| 1998 | Tremble My Heart EMI                                   | SE5 (10 Wo.)SE |                           |
| 2001 | Vad jag vill Metronome                                 | SE21 (3 Wo.)SE |                           |
| 2004 | Travel Like In Songs EMI                               | SE10 (7 Wo.)SE |                           |
| 2006 | Melting into Orange EMI                                | SE14 (4 Wo.)SE |                           |
| 2008 | The Cherry Blossom & The Skyline Rising From The.. EMI | SE31 (4 Wo.)SE |                           |
| 2011 | Scorpions Warner Music                                 | SE25 (2 Wo.)SE |                           |
| 2017 | Home Secretary Moule Recordings                        | SE55 (1 Wo.)SE |                           |

### Singles
| Jahr | Titel Album | Höchstplatzierung, Gesamtwochen, AuszeichnungChartsChartplatzierungen (Jahr, Titel, Album, Platzierungen, Wochen, Auszeichnungen, Anmerkungen) | Anmerkungen |
| Jahr | Titel Album | SE | Anmerkungen |
| ---- | ----------- | --- | ----------- |
| 1995 | Good Thing  | SE13 (10 Wo.)SE |             |

### Mit Gloria
- 1999: Gloria (Warner Music)
- 2003: People Like You and Me (Warner Music)